# Агнез Мо (албум)
Агнез Мо је други по реду албум Индонеске поп-соул певачице Агнес Моника издат 1. јуна 2013. Албум истоимени представио свој нови уметничко име, који је раније био познат као "Агнес Моника". Првобитно је забележен као њен демо ЦД који је послала да издавачких кућа у САД, како би се осигурала рекордни уговор за њену САД деби. Иако су стазе су на енглеском језику, она је обезбедио уговор са Индомарет и Копи Капал Апи да ослободи демо нумере са једином Индонезије тржишту. Албум је дигитално објављен 1. јуна 2013 од Ентертаинмент.

## Списак песама
- Hide & Seek
- Walk
- Bad Girl
- Flyin' High
- Got Me Figured Out
- Things Will Get Better
- Renegade
- Be Brave
- Let's Fall in Love Again
- Shut 'Em Up